# Гінзбург Наум Абрамович
Наум Абрамович Гінзбург (*23 червня 1909, Бихів — †21 червня 1991, Донецьк) — український радянський скульптор.

## Біографія
Мати — Фейга-Мира Лазоревна Гінзбург. Батько — Абрам Ісаакович Гінзбург.
Працював в Дніпропетровську заступником директора оборонного заводу. У Дніпропетровську у Наума Абрамовича були дружина Ніна Яківна і дочка Інна.
У роки Німецько-радянської війни воював на 4 Українському фронті у складі 301 стрілецької дивізії у званні старшого лейтенанта. У березні 1942 року і в грудні 1943 року Гінзбург був контужений. Повернувшись після війни до Дніпропетровська Наум Абрамович дізнається, що дружину і дочку розстріляли німці в 1942 році. Їх могилу знайти не вдається. Гінзбург переїжджає в Сталіно (тепер Донецьк).
Гінзбург вирішує виліпити надгробок для дружини і дочки і починає займатися скульптурою. У 1952 році він стає членом Сталінського товариства художників і скульпторів.

## Творчість
Першою скульптурою Гінзбурга був горельєф за мотивами картини Іллі Рєпіна «Запорожці пишуть листа турецькому султану». Було виконано близько шістдесяти копій цього горельєфа.

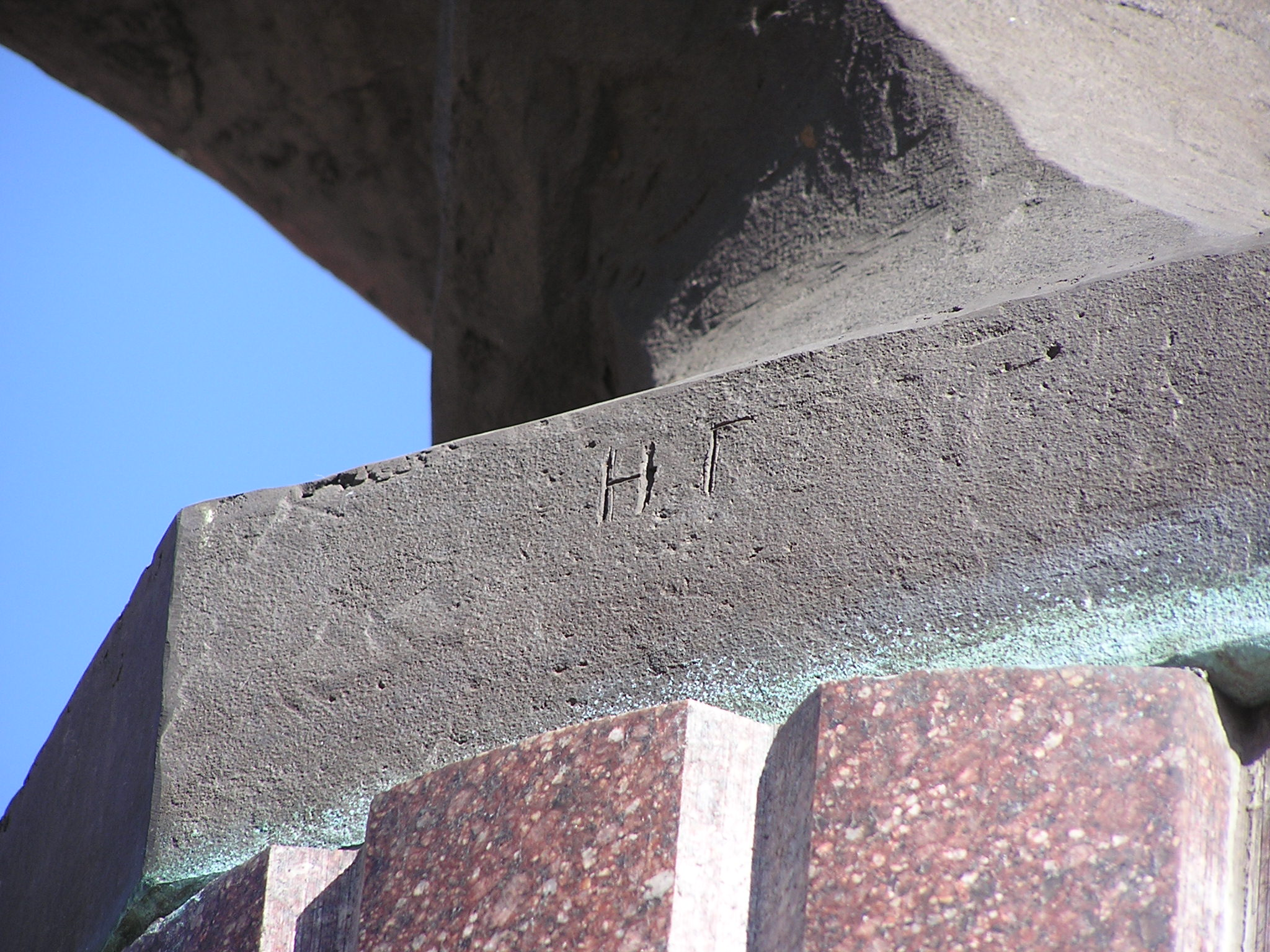
Ініціали Наума Абрамовича Гінзбурга на бюсті Пушкіна в Донецьку

Створив ряд скульптур і пам'яток Донецька:
- Пам'ятник Пушкіну на бульварі Пушкіна (відкритий 14 червня 1969 року, архітектор Я.І. Томілло)
- Пам'ятник борцям за радянську владу на площі Свободи (відкритий в 1967 році, архітектор Я.І. Томілло))
- Дві парних скульптури біля будівлі ДонВУГІ: жінка, яка уособлює науку (в даний час зруйнована) і чоловік-шахтар (спільно з Павлом Павловичем Гевеке[1])
- Горельєфи на фасаді будівлі ДонВУГІ (спільно з Павлом Павловичем Гевеке)
- Горельєфи на фасаді будівлі бібліотеки імені Крупської (спільно з Павлом Павловичем Гевеке)
- Бюст Бєлінського в бібліотеці імені Крупської
- «Фонтан» в Холодній балці

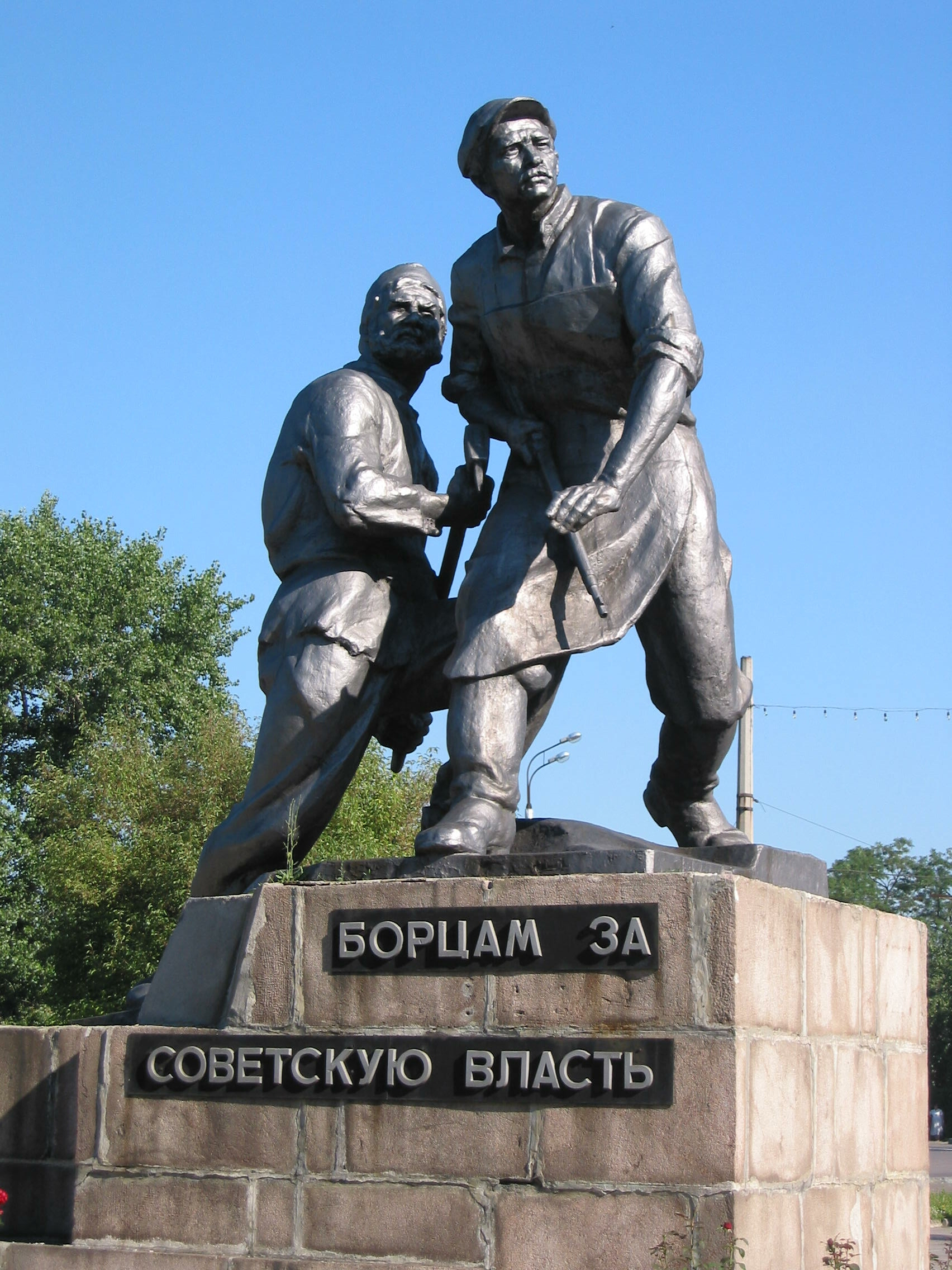
пам'ятник борцям за радянську владу

А також:
- Пам'ятник на братській могилі червоногвардійців в Горлівці
- Монумент на братській могилі радянських воїнів у парку селища Гольма

Всього роботи Наума Гінзбурга знаходяться в десяти містах Донецької області. Частина робіт виконана у співавторстві з Павлом Павловичем Гевеке.
Протягом 25 років Гінзбург працював над пам'ятником дружині і дочці. Цей пам'ятник було встановлено на Мушкетовському кладовищі, на могилі матері скульптора в 1972 році. Скульптурна композиція складається з осіб матері, батька, дружини та дочки скульптора. Працівники музею єврейської спадщини Донбасу вважають цей пам'ятник першим в Донецьку пам'ятником жертвам Голокосту.
Помер 21 червня 1991 року в Донецьку. Похований на Мушкетівському кладовищі поряд з могилою матері.

## Публікації
- «Заборонена пам'ять», «Наше життя» № 7 (112), грудень 2007